# UNIVAC I

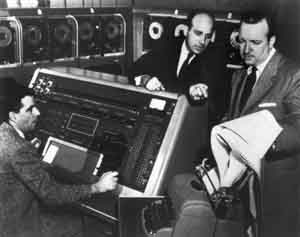
J. Presper Eckert (ao centro) demonstra o UNIVAC para o jornalista Walter Cronkite

O UNIVAC I (de UNIVersal Automatic Computer - Computador Automático Universal) foi o primeiro computador comercial fabricado e comercializado nos Estados Unidos, projetado por J. Presper Eckert e John Mauchly em 1951, na empresa Eckert-Mauchly Computer Corporation, usado inicialmente no Pentágono.

## Histórico
O UNIVAC I foi projetado por J. Presper Eckert e John Mauchly, os inventores do ENIAC para uma empresa fundada por ambos, a Eckert-Mauchly Computer Corporation, mas só ficou pronto após esta ser adquirida pela Remington e virar a divisão UNIVAC.
O primeiro UNIVAC foi entregue ao escritório do censo dos Estados Unidos em 31 de março de 1951, mas demorou para começar a funcionar, então o primeiro que entrou em operação foi o segundo a ser fabricado, para o Pentágono. Era programado ajustando-se cerca de 6 000 chaves e conectando-se cabos a um painel.
Por volta de dezembro de 1954, quinze UNIVACs haviam sido entregues para companhias de peso como a General Electric a US Steel e a Metropolitan Life Insurance.
Projetado para custar US$ 159 000, o UNIVAC I foi vendido por um preço entre US$ 1 250 000 e US$ 1 500 000. No total, 46 unidades deste primeiro modelo foram fabricadas.
Algumas unidades estiveram em serviço por muitos anos. A primeira unidade funcionou até 1963. Duas unidades da própria Remington funcionaram até 1968 e outra unidade, de uma companhia de seguros do Tennessee, até 1970, com mais de treze anos de serviço.
O UNIVAC foi um dos  primeiros computadores do Brasil, adquirido pelo IBGE em 1961 por US$ 2 976 351, incluídos acessórios e periféricos, para processar dados do censo.

## Descrição
O UNIVAC usava 5 200 válvulas, pesava 13 toneladas e consumia 125 kW para fazer 1905 operações por segundo, com um clock de 2,25 MHz. O sistema completo ocupava mais de 35 m² de espaço no piso.
Sua memória de mil palavras era armazenada num dispositivo chamado delay line memory, construído com mercúrio e cristais piezoelétricos.
A entrada e saída de informações eram realizadas por uma fita metálica de 1/2 polegada de largura e 400 m de comprimento. Normalmente acompanhados de um dispositivo impressor chamado Uniprinter, que, sozinho, consumia 14 kW.